# Мехреньга (приток Устьи)
Мехреньга — река в России на юге Архангельской области (Устьянский район) левый приток реки Устья (бассейн Ваги). Длина реки 53 км, площадь бассейна 434 км².

## Течение
Мехреньга берёт начало на поросшей берёзово-еловым лесом возвышенности, расположенной к северу от посёлка Илеза, на высоте около 200 метров над уровнем моря. Течёт сначала с юга на север, затем поворачивает на восток. Протекает по лесистой местности. На реке стоят деревни Линяки, Армино, затем у устья Лыданги — Щеколдинская и Куриловская в местности Мехреньга и в самых низовьях — Машинская. Впадает в Устью около деревни Алферовская Дмитриевского сельского поселения Устьянского района.
Питание смешанное, с преобладанием снегового. Половодье с апреля по июнь. Замерзает во 2-й половине октября — ноябре, вскрывается во 2-й половине апреля — 1-й половине мая.

## Притоки
Объекты перечислены по порядку от устья к истоку.
- 4 км: Коршаж[2] (пр)
- 8 км: Лыданга[2] (пр)
- Куньжево[2] (пр)
- Овиничная[2] (лв)
- Пырапацкий[2] (лв)
- Опалишко[2] (пр)
- Степнов[2] (пр)
- Истопный[2] (пр)
- Панарец[2] (лв)
- Межной[2] (пр)
- Мальшина[2] (лв)
- 26 км: Ольховый[2] (лв)
- Становая[2] (лв)
- 33 км: Озерная[2] (пр)
- Холмовой[2] (лв)
- 46 км: Которость[2] (пр)
- Тысячный[2] (лв)
- Еремин[2] (пр)
- Пангорец[2] (лв)

## Данные водного реестра
По данным государственного водного реестра России относится к Двинско-Печорскому бассейновому округу, водохозяйственный участок реки — Северная Двина от впадения реки Вычегда до впадения реки Вага, речной подбассейн реки — Северная Двина ниже места слияния Вычегды и Малой Северной Двины. Речной бассейн реки — Северная Двина.
Код объекта в государственном водном реестре — 03020300212103000029879.